# Andrena mandibularis
Andrena mandibularis là một loài Hymenoptera trong họ Andrenidae. Loài này được Robertson mô tả khoa học năm 1892.